# Khawaja Nazimuddin
Khawaja Nazimuddin (Urdu: خواجہ ناظم الدین, Bengalí: খাজা নাজিমুদ্দীন) (19 de julio de 1894 - 22 de octubre de 1964) fue el segundo gobernador general de Pakistán, y posteriormente, segundo primer ministro de Pakistán.

## Juventud
Nacido en Daca, Bengala (actualmente, Bangladés), proviene de la familia de los Nawabs de Dhaka. Recibió su educación en el Dunstable Grammar School en Inglaterra, pasando posteriormente a la Aligarh Muslim University, y al Trinity Hall, de la Universidad de Cambridge hasta mediados de los años 30.

## Comienzos políticos
Tras retornar a la India Británica, comenzó a interesarse por la política en su Bengala natal. El primer cargo importante de Nazimuddin fue el de Ministro de Educación, escalando puestos hasta llegar a ser Ministro Principal de la provincia hasta su independencia. Nazimuddin también fue el líder de su partido político, la Liga Musulmana, en la provincia de la India Oriental.

## Gobernador General de Pakistán
Una vez lograda la creación de Pakistán, se convirtió en un miembro importante del joven gobierno, y tras la muerte de Muhammad Ali Jinnah, Nazimuddin le sucedió como Gobernador General de Pakistán. En esos momentos el cargo era meramente ceremonial, residiendo el poder ejecutivo en el primer ministro. A la muerte de Liaquat Ali Khan, primer ministro asesinado en 1951, Nazimuddin ocupó su cargo.

## Primer ministro
Durante el mandato de Nazimuddin como primer ministro, Pakistán vivió la escisión de la Liga Musulmana, especialmente entre los grupos punjabi y bengalí, los dos grandes grupos étnicos del país. El 21 de febrero de 1952, una manifestación en defensa del idioma bengalí acabó en un baño de sangre, con numerosas bajas a causa de los disparos de la policía.
En este periodo, se empezó a trabajar en una constitución que permitiera al país convertirse en una república, y terminar así con el dominio británico sobre la zona, pero Nazimuddin no pudo mantenerse mucho tiempo en el cargo.
En 1953, un movimiento religioso comenzó a reclamar la retirada de la minoría religiosa ahmadí de los puestos de poder, reclamando que fueran declarados como no musulmanes. Nazimuddin aguantó esas presiones; pero estallaron disturbios en Panyab tanto contra el gobierno como contra la minoría religiosa, que acabaron con su renuncia. Finalmente, la legislación anti-ahmadía se aprobó, siendo hoy una comunidad discriminada en Pakistán, donde son considerados como no musulmanes.

## Renuncia
Ghulam Muhammad, gobernador General en esos momentos, le pidió al primer ministro que dimitiera, pero Nazimuddin rechazó esa idea. Sin embargo, Muhammad encontró un modo de sustituir a Nazimuddin, usando unos poderes especiales que le permitieron relevar al primer ministro. El Presidente de la Corte Suprema, Muhammad Munir, de la "Corte Federal de Pakistán" (actualmente llamada Corte Suprema de Pakistán), rechazó el procedimiento usado por Muhammad, y le obligó a convocar elecciones.

## Muerte

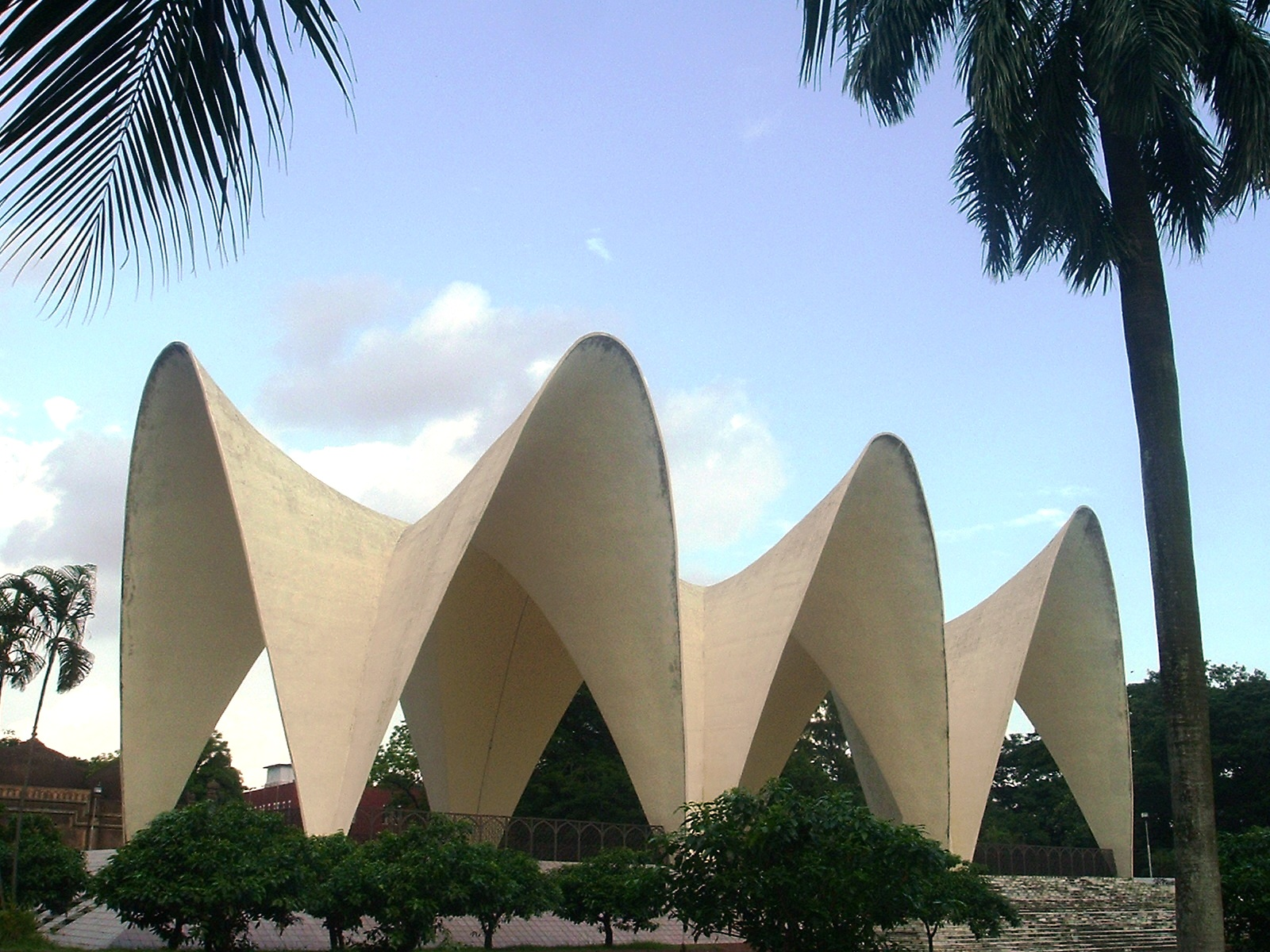
Tumba de Khawaja Nazimuddin en Daca.

Khawaja Nazimuddin murió en Daca en 1964, siendo enterrado en el Suhrawardy Udyan de la ciudad.